# Román Delgado Chalbaud
Román Delgado Chalbaud (* 1882 in Mérida; † 11. August 1929 in Cumaná) war ein venezolanischer Berufsoffizier und Politiker. Er fiel beim Revolutionversuch unter Verwendung des deutschen Frachtdampfers Falke am frühen Morgen des 11. August 1929 an der Guzmán Blanco-Brücke in Cumaná in einem Gefecht mit Regierungstruppen unter General Emilio Fernández.

## Leben

### Herkunft und Ausbildung
Delgados Eltern waren Miguel Delgado und Dolores Chalbaud. Sie verstarben, als Delgado noch ein Kind war, woraufhin die Waise zur Pflege in das Kolleg Sagrado Corazón de la Grita gegeben wurde. Dank der Intervention eines Onkels, General Estebán Chalbaud Cardona, erhielt Delgado durch Vermittlung von Präsident Joaquín Crespo einen Ausbildungsplatz an der Escuela Naval de Puerto Cabello (Marineschule von Puerto Cabello) an Bord des Schulschiffs Ana Jacinta, wo er von 1895 bis 1898 seine Ausbildung zum Seeoffizier erhielt.
Bereits 1901 wurde Delgado zum Kapitän zur See befördert und erhielt das Kommando über das Kanonenboot Restaurador, mit dem er gegen den Rebellendampfer Ban Righ eingesetzt wurde, der von Gegnern des neuen Präsidenten Cipriano Castro in England angekauft worden war und nun die venezolanische Küste bedrohte. Delgado war noch immer Kommandant der Restaurador, als diese im Rahmen der internationalen Venezuelablockade am 11. Dezember 1902 von einem Enterkommando des deutschen Kleinen Kreuzers Gazelle im Hafen von Guanta gekapert und beschlagnahmt wurde. Delgado wurde von dem Führer des Kommandos, Kapitänleutnant Titus Türk, als Geisel genommen, bis das Schiff vollständig durchsucht worden war. Nach Türks Angaben hatte Delgado beabsichtigt, noch einen Feuerüberfall auf die Gazelle zu unternehmen und anschließend die Restaurador mit einer Sprengladung selbst zu versenken, doch war Delgado von dem Enterkommando überrascht worden.
1903 wurde Delgado Flottenchef der Armada Nacional. Mit seiner Hilfe wurde die so genannte Revolución Libertadora von Manuel Antonio Matos gegen Castro im Juli 1903 in Ciudad Bolívar am Orinoko entscheidend geschlagen und Castros Herrschaft endgültig etabliert.

### Politische und militärische Karriere unter Vicente Gómez
Am 19. Dezember 1908 schloss sich Delgado dem Putsch von Juan Vicente Gómez gegen Castro an und gehörte anschließend zu dessen engsten Führungskreis.
1909 gründete Delgado die Compañia Anónima de Navegación Fluvial y Costanera (Aktiengesellschaft für Binnen- und Küstenschifffahrt), die den gesamten Warenverkehr Venezuelas an der Küste und auf den Inlandswasserwegen kontrollierte. Diese Stellung machte ihn zu einem der einflussreichsten Protagonisten des Herrschaftssystems des so genannten gomecismo; zeitweise wurde er bereits als Gómez Nachfolger angesehen. 1911 entsandte ihn der Diktator nach Europa, um ausländische Kredite für einige Wirtschaftsprojekte einzuwerben. Dazu gehörten unter anderem die Modernisierung des nationalen Bankwesens, der Bau eines Kanalisationsnetzes für die Hauptstadt Caracas sowie der Aufbau eines Dampferdienstes für den oberen Orinoko und den Río Negro für eine zukünftige Kolonisierung der Region. Delgado verhandelte in Paris mit Repräsentanten der Crédit France und dem Haus Louis Dreyfus, in London mit Vertretern des Finanzkonsortiums Ethelburg. Die Verhandlungen riefen in Teilen der venezolanischen Öffentlichkeit Proteste hervor, so dass sich Gómez schließlich von den Projekten distanzierte.
Nach dem Scheitern seiner Pläne setzte sich Delgado in Opposition zu Gómez. 1913 beteiligte er sich an einem Putsch gegen den Präsidenten, um dessen Wiederwahl zu verhindern. Der Staatsstreich scheiterte und Delgado wurde zu einer langjährigen Kettenhaft in dem berüchtigten Gefängnis La Rotunda verurteilt, aus dem er erst 1927 entlassen wurde.

### Die Revolution von 1929. DieFalke-Expedition
Unmittelbar nach der Haftentlassung begab sich Delgado ins Exil nach Paris. Hier gründete er mit Hilfe von französischen Finanziers und dem venezolanischen Erdölbaron Antonio Aranguren eine Exilregierung, die Junta Suprema de la liberación nacional (Oberste Junta der nationalen Befreiung), deren Vorsitz er mit dem Ziel übernahm, die Regierung von General Leopoldo Baptista zu stürzen, der jedoch nur ein Strohmann Gómez’ war. Durch den Sturz Bautistas sollte das System des gomecismo zum Einsturz und der Diktator ausgeschaltet werden. An der Revolution war auch sein Sohn Carlos Delgado Chalbaud beteiligt.
Der Revolutionsplan sah die Eröffnung von drei Fronten an der venezolanischen Küste vor. Im Westen sollte eine Gruppe unter Generalstabschef General Leopoldo Baptista auf dem Landweg von Kolumbien aus in Venezuela einmarschieren, im äußersten Nordosten ein General Gutiérrez operieren. Die mittlere Front im Bundesstaat Sucre mit der stärksten Rebellengruppierung übernahm Delgado selbst. Durch diese drei Fronten sollten die Regierungstruppen zersplittert und geschwächt werden. Damit waren nach Ansicht der Rebellen die Voraussetzungen für einen allgemeinen Aufstand gegen Gómez gegeben.
Die Junta charterte in Hamburg über die dort ansässigen Waffenhändler Felix Prenzlau und Felix Kramarsky den Frachtdampfer Falke, der als Transportschiff der Rebellen und ihrer Waffen diente. Die Falke verließ mit Delgado an Bord am 9. Juli 1929 Hamburg und traf am 12. Juli im polnischen Hafen Gdingen ein, wo gut 1400 Kisten mit Gewehren und Munition übernommen wurden. Am 19. Juli 1929 verließ die Falke Gdingen mit Kurs auf die Karibik. Kurz vor der Ausfahrt wurde ein Foto von der Schiffsführung und 21 aus Paris angereisten Revolutionären auf der Brücke der Falke gemacht; diese Aufnahme wurde am 5. Januar 1930 von der Berliner Illustrierten Zeitung veröffentlicht.
Der Dampfer traf am 7. August 1929 vor der Venezuela vorgelagerten Insel Blanquilla ein. Hier wurde die Falke trotz Proteste der deutschen Schiffsbesatzung in General Anzoategui umbenannt und offiziell in den Dienst der venezolanischen Revolutionsmarine gestellt und neben der deutschen auch venezolanische Flaggen gehisst. Dieser Vorgang war sowohl nach deutschem als auch nach internationalem Recht illegal.
Am frühen Morgen des 11. August 1929 lief die Falke in den Hafen von Cumaná ein. Zu diesem Zeitpunkt war der Aufstandsplan bereits in zwei wesentlichen Details gescheitert. Einer starken Rebellengruppe, die in Santo Domingo bereitgestanden hatte, war es nicht gelungen, auf dem Seeweg Blanquilla zu erreichen und fiel daher zur Unterstützung der mittleren Front aus. Die Westgruppe unter Generalstabschef Baptista kam gar nicht erst zum Einsatz, da im kolumbianischen Barranquilla aufgrund Geldmangels keinerlei logistische Vorbereitungen für den Einfall in Venezuela getroffen worden waren.
Gegen 05.00h setzte die Falke unter Delgados Führung drei Landungskommandos aus. Zusätzlich hatten sich einige deutsche Besatzungsmitglieder als Söldner den Aufständischen angeschlossen. Kurz nach der Landung, offenbar gg. 05.30h, stießen die Rebellen an der Guzman Blanco-Brücke auf eine Truppe des Regierungsgenerals Emiliano Fernández, dem Gouverneur des Bundesstaats Sucre. In dem nun folgenden kurzen Gefecht, bei dem die Rebellen auch Maschinengewehre einsetzen, fielen innerhalb kürzester Zeit sowohl Delgado als auch Fernández. Aufgrund von Delgados Tod zogen sich die Rebellen desorientiert auf die Falke zurück, die unmittelbar darauf den Hafen verließ und auf Druck der Besatzung den britischen Hafen Port of Spain auf Trinidad anlief, wo der Dampfer von den Behörden wegen des Verdachts der Piraterie an die Kette gelegt wurde.
Delgados Leichnam wurde 1953 nach Caracas überführt und dort am 10. Dezember auf dem Cementerio General del Sur beigesetzt.